# Каба Діавара
Каба Діавара (фр. Kaba Diawara, нар. 16 грудня 1975, Тулон) — французький і гвінейський футболіст, що грав на позиції нападника, зокрема за «Бордо» та національної збірної Гвінеї. По завершенні ігрової кар'єри — футбольний тренер. З 2021 року очолює тренерський штаб збірної Гвінеї.

## Клубна кар'єра
У дорослому футболі дебютував 1993 року виступами за команду «Тулон» з однойменного рідного міста, в якій провів два сезони, взявши участь у 40 матчах чемпіонату. 
Своєю грою за цю команду привернув увагу представників тренерського штабу клубу «Бордо», до складу якого приєднався 1995 року. Відіграв за команду з Бордо наступні три сезони своєї ігрової кар'єри. Протягом частини 1998 року на орендних умовах також грав за «Ренн».
1999 року став черговим французьким гравцем, запрошеним тренером Арсеном Венгером до лав очолюваного ним лондонського «Арсенала». Проте у цій команді не закріпився і того ж року повернувся на батьківщину, де грав за «Марсель» та «Парі Сен-Жермен». 2001 року на умовах оренди з останнього клубу знову грав в Англії, цього разу за «Блекберн Роверз» та «Вест Гем Юнайтед».
Пізніше, протягом 2001–2003 років, також на правах оренди з ПСЖ, грав за іспанський «Расінг» (Ферроль) та «Ніццу».
2003 року провів декілька ігор за «Парі Сен-Жермен», після чого грав у Катарі за «Аль-Іттіхад (Доха)» та «Аль-Харітіят».
Протягом другої половини 2000-х встиг пограти за «Аяччо», турецькі «Ґазіантепспор» та «Анкарагюджю», а також за кіпрський «Алкі».
Завершував ігрову кар'єру у команді «Арль-Авіньйон», за яку виступав протягом 2009—2011 років.

## Виступи за збірні
Протягом 1995–1997 років залучався до складу молодіжної збірної Франції.
2004 року погодився на рівні національних збірних захищати кольори історичної батьківщини і дебютував в офіційних матчах за національну команду Гвінеї. У її складі був учасником Кубка африканських націй 2006 року в Єгипті.
Загалом протягом шестирічної кар'єри в національній команді провів у її формі 27 матчів, забивши 10 голів.

## Кар'єра тренера
Розпочав тренерську кар'єру, повернувшись до футболу після тривалої перерви, 2021 року, змінивши Дідьє Сікса на чолі тренерського штабу національної збірної Гвінеї.
Керував діями національної команди на Кубку африканських націй 2021 року в Камеруні, де вона подолала груповий етап, утім вибула з боротьби вже на етапі 1/8 фіналу. За два роки, на Кубку африканських націй 2023 у Кот-д'Івуарі гвінейці під керівництвом Діавара сягнули чвертьфіналів.
2024 року на чолі олімпійської збірної Гвінеї виборов путівку на тогорічні Олімпійські ігри.

## Титули і досягнення
- Чемпіон Франції (1):

«Бордо»: 1998/99